# Марія Барсело
Марія-дель-Мар Серрано Барсело (ісп. Maria del Mar Serrano Barcelo; нар. 18 листопада 1985) — іспанська борчиня вільного стилю, бронзова призерка чемпіонату Європи.

## Біографія
Боротьбою почала займатися з 1997 року. Виступаза за клуб «Будокан» Пальма-де-Майорка (Балеарські острови).

## Виступи на Чемпіонатах світу
| Змагання                        | Збірна  | Вагова категорія          | Місце |
| ------------------------------- | ------- | ------------------------- | ----- |
| Чемпіонат світу з боротьби 2006 | Іспанія | жіноча боротьба, до 51 кг | 10    |
| Чемпіонат світу з боротьби 2007 | Іспанія | жіноча боротьба, до 51 кг | 13    |
| Чемпіонат світу з боротьби 2009 | Іспанія | жіноча боротьба, до 51 кг | 26    |
| Чемпіонат світу з боротьби 2010 | Іспанія | жіноча боротьба, до 51 кг | 17    |
| Чемпіонат світу з боротьби 2011 | Іспанія | жіноча боротьба, до 51 кг | 20    |

### Виступи на Чемпіонатах Європи
| Змагання                         | Збірна  | Вагова категорія          | Місце  |
| -------------------------------- | ------- | ------------------------- | ------ |
| Чемпіонат Європи з боротьби 2006 | Іспанія | жіноча боротьба, до 51 кг | 5      |
| Чемпіонат Європи з боротьби 2007 | Іспанія | жіноча боротьба, до 51 кг | Бронза |
| Чемпіонат Європи з боротьби 2008 | Іспанія | жіноча боротьба, до 51 кг | 10     |
| Чемпіонат Європи з боротьби 2009 | Іспанія | жіноча боротьба, до 51 кг | 5      |
| Чемпіонат Європи з боротьби 2010 | Іспанія | жіноча боротьба, до 51 кг | 10     |
| Чемпіонат Європи з боротьби 2012 | Іспанія | жіноча боротьба, до 51 кг | 15     |

### Виступи на інших змаганнях
| Змагання                            | Збірна  | Вагова категорія          | Місце  |
| ----------------------------------- | ------- | ------------------------- | ------ |
| Середземноморські ігри 2005         | Іспанія | жіноча боротьба, до 51 кг | Бронза |
| Гран-прі Німеччини з боротьби 2006  | Іспанія | жіноча боротьба, до 51 кг | 5      |
| Austrian Ladies Open 2006           | Іспанія | жіноча боротьба, до 51 кг | 6      |
| Austrian Ladies Open 2007           | Іспанія | жіноча боротьба, до 51 кг | Бронза |
| Klippan Lady Open 2008              | Іспанія | жіноча боротьба, до 51 кг | 9      |
| Austrian Ladies Open 2008           | Іспанія | жіноча боротьба, до 48 кг | 5      |
| Середземноморські ігри 2009         | Іспанія | жіноча боротьба, до 51 кг | 5      |
| Austrian Ladies Open 2010           | Іспанія | жіноча боротьба, до 51 кг | 5      |
| Турнір міста Сассарі 2011           | Іспанія | жіноча боротьба, до 51 кг | Срібло |
| Austrian Ladies Open 2011           | Іспанія | жіноча боротьба, до 51 кг | 5      |
| Гран-прі Іспанії з боротьби 2012    | Іспанія | жіноча боротьба, до 55 кг | 8      |
| Гран-прі Іспанії з боротьби 2013    | Іспанія | жіноча боротьба, до 55 кг | 13     |
| Меморіал Вацлава Циолковського 2013 | Іспанія | жіноча боротьба, до 55 кг | 18     |
| Henri Deglane Challenge 2013        | Іспанія | жіноча боротьба, до 55 кг | Бронза |

### Виступи на змаганнях молодших вікових груп
| Змагання                                       | Збірна  | Вагова категорія          | Місце |
| ---------------------------------------------- | ------- | ------------------------- | ----- |
| Чемпіонат Європи з боротьби серед юніорів 2004 | Іспанія | жіноча боротьба, до 51 кг | 10    |
| Чемпіонат світу з боротьби серед юніорів 2005  | Іспанія | жіноча боротьба, до 51 кг | 12    |